# Baureihe 251
Baureihe 251 – niemiecka lokomotywa elektryczna produkowana w 1965 roku dla kolei wschodnioniemieckich. Wyprodukowano 15 elektrowozów. Lokomotywy zostały wyprodukowane do prowadzenia pociągów towarowych i osobowych na zelektryfikowanych liniach kolejowych. Pierwsza lokomotywa została zachowana jako eksponat zabytkowy.